# George Hickenlooper

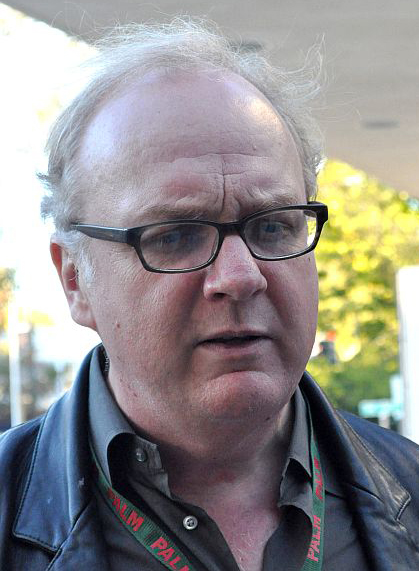
George Hickenlooper

George Hickenlooper (St. Louis, Missouri, 25 mei 1963 - Denver, Texas, 29 oktober 2010) was een Amerikaanse filmdocumentairemaker en regisseur.
Hickenlooper bezocht de St. Louis University High. Na zijn studie aan de Yale University haalde hij een graad in geschiedenis en filmstudie in 1986. Zijn eerste documentaire was Art, Acting, and the Suicide Chair: Dennis Hopper, in 1988. Ook maakte hij de documentaire Hick Town, over zijn neef John Hickenlooper (burgemeester van Denver) gedurende de Democratic National Convention in 2008.
Hij is familie van de dirigent Leopold Stokowski.
Hickenlooper schreef in 1991 het boek Reel Conversations.
George woonde in Los Angeles, maar overleed in Denver op 47-jarige leeftijd aan een hartstilstand voor de première van zijn laatste film Casino Jack.

## Filmografie
- Art, Acting, and the Suicide Chair: Dennis Hopper, 1988
- Hearts of Darkness: A Filmmaker's Apocalypse, 1991
- Picture This: The Times of Peter Bogdanovich in Archer City, Texas, 1991
- Ghost Brigade (aka The Killing Box), 1993
- Some Folks Call it a Sling Blade, 1994
- The Low Life, 1995
- Persons Unknown, 1996
- Dogtown, 1997
- The Big Brass Ring, 1997
- Monte Hellman: American Auteur, 1997
- The Big Brass Ring, 1999
- The Man from Elysian Fields, 2001 (regie)
- Being Mick, 2001
- Mayor of the Sunset Strip, 2003
- Bizarre Love Triangle, 2005
- Factory Girl, 2006
- Casino Jack, 2009